# 涂文涛
涂文涛（1954年—），四川中江人，汉族，中华人民共和国政治人物、第十二届全国人民代表大会四川地区代表。
毕业于西南财经大学政治经济学专业。加入中国共产党。担任四川省教育厅厅长。2008年起担任全国人大代表。2013年，担任全国人大代表。